# No Idea Records
No Idea Records is een Amerikaans onafhankelijk platenlabel uit Gainesville, Florida, dat zich voornamelijk richt op punkmuziek en aanverwante genres en zowel cd's als grammofoonplaten uitgeeft.
No Idea Records is tevens de organisator van het punkfestival The Fest, een onafhankelijk opererend jaarlijks festival met meer dan 250 punk-, poppunk-, country-, heavy metal- en indierockbands en -musici en andere muzikale acts gedurende drie dagen op verschillende locaties in Gainesville elk najaar.

## Geschiedenis
No Idea Records begon niet als een platenlabel, maar als een zine dat sinds 1985 onafhankelijk werd gepubliceerd door Var Thelin en Ken Coffelt en enkele vrienden van hen van de middelbare school. Sinds de uitgave van de zesde editie van het blad werd een 7-inch plaat bij elke editie ingevoegd. De eerste was van een lokale Gainesville-band genaamd Doldrums en de tweede was een splitalbum, waarvan een kant van de plaat toebehoorde aan de San Francisco Bay Area-band Crimpshrine, wiens stijl een grote invloed heeft gehad op de huidige muziekstijl van No Idea Records. Vanaf het zevende nummer in 1989 runde Var de zine samen met Sarah Dyer en enkele andere medewerkers. Later werd besloten om alleen muziek uit te gaan geven.

## Bands
Enkele bands die bij No Idea spelen of gespeeld hebben:
- Against Me!
- Alkaline Trio
- A Wilhelm Scream
- Dillinger Four
- The Ergs!
- Hot Water Music
- Less Than Jake
- Me First and the Gimme Gimmes
- New Mexican Disaster Squad
- Off with Their Heads
- Rehasher
- This Bike is a Pipe Bomb
- Western Addiction